# 8101 Yasue
8101 Yasue este un asteroid din centura principală de asteroizi.

## Descriere
8101 Yasue este un asteroid din centura principală de asteroizi. A fost descoperit pe 15 decembrie 1993 la Ōizumi de Takao Kobayashi. El prezintă o orbită caracterizată de o semiaxă mare de 2,88 ua, o excentricitate de 0,06 și o înclinație de 3,4° în raport cu ecliptica.